# Ligne S6 du RER bruxellois
Pour les articles homonymes, voir S6.
La ligne S6 du RER bruxellois, plus simplement nommée S6, est une ligne de train de l'offre ferroviaire suburbaine à Bruxelles, composante du projet Réseau express régional bruxellois. Elle relie Zottegem à Grammont via Denderleeuw puis traverse Bruxelles sur un axe Sud-Nord : Grammont – Hal – Schaerbeek. Il existe quelques trains supplémentaires en heure de pointe sur certaines portions de la ligne S6.

## Histoire

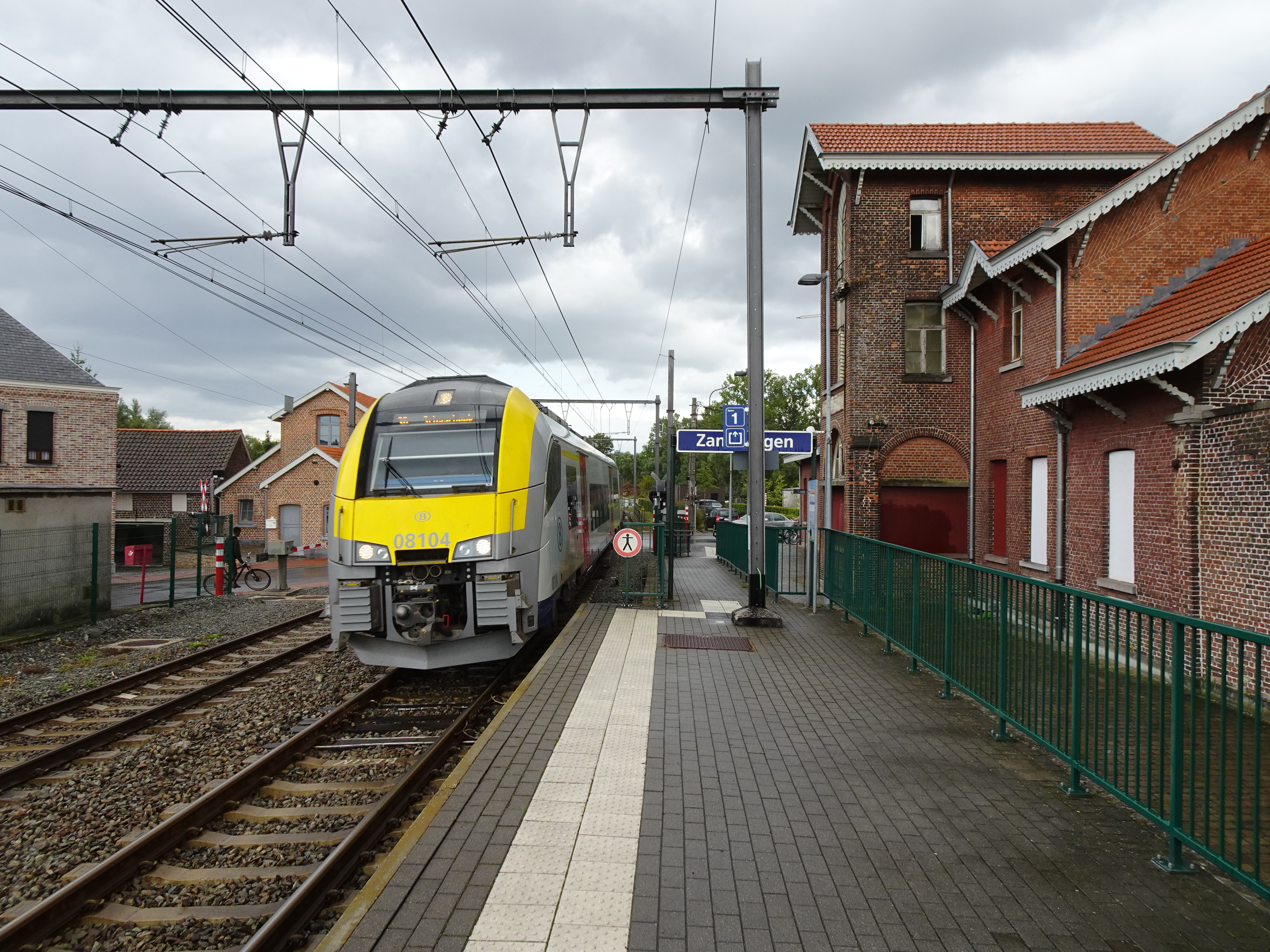
Arrivée d'un train S6 en gare de Zandbergen.

La ligne S6 fait partie de l'offre ferroviaire S de Bruxelles lancée le 13 décembre 2015,.
Elle permet la desserte de la ligne 90 dont elle est la seule desserte régulière entre Denderleeuw et Grammont et relie les villes de Ninove, Grammont et Hal à Bruxelles sans nécessiter de correspondance. Entre Hal et Bruxelles-Midi, elle ne dessert aucune gare intermédiaire.
Elle est actuellement exploitée au rythme d’un train par heure, limitée à Denderleeuw les weekends. Il existe plusieurs trains supplémentaires, uniquement en semaine.

## Infrastructure
Cette ligne emprunte les infrastructures des lignes suivantes :
- Ligne 89 Denderleeuw – Courtrai de Zottegem à Denderleeuw ;
- Ligne 90 Denderleeuw – Ath de Denderleeuw à Grammont ;
- Ligne 123 Grammont – Enghien de Grammont à Enghien ;
- Ligne 94 de Hal à la frontière française via Tournai d'Enghien à Hal ;
- Ligne 96 Bruxelles-Midi – Quévy-frontière de Hal à Bruxelles-Midi ;
- Ligne 0 (Jonction Nord-Midi) de Bruxelles-Midi à Bruxelles-Nord ;
- Lignes 25, 27 ou 36 de Bruxelles-Nord à Schaerbeek.

Toutes ces lignes sont à double voie, à écartement normal, et électrifiées en 3 kV continu.

## Liste des gares

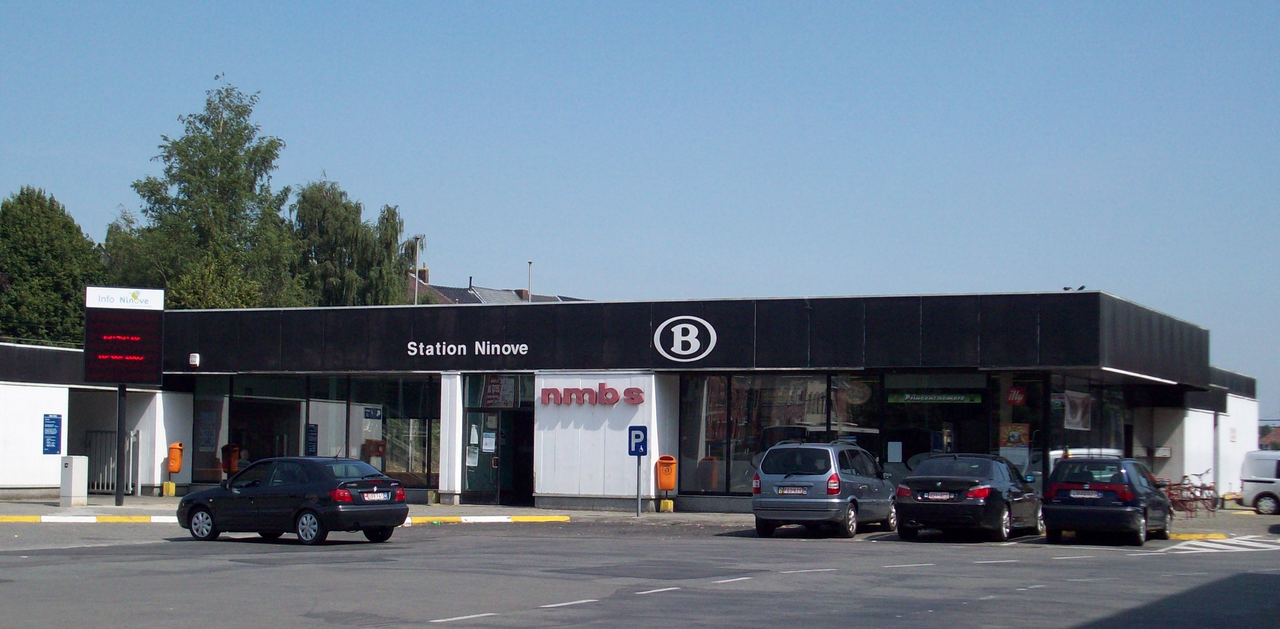
Ninove.

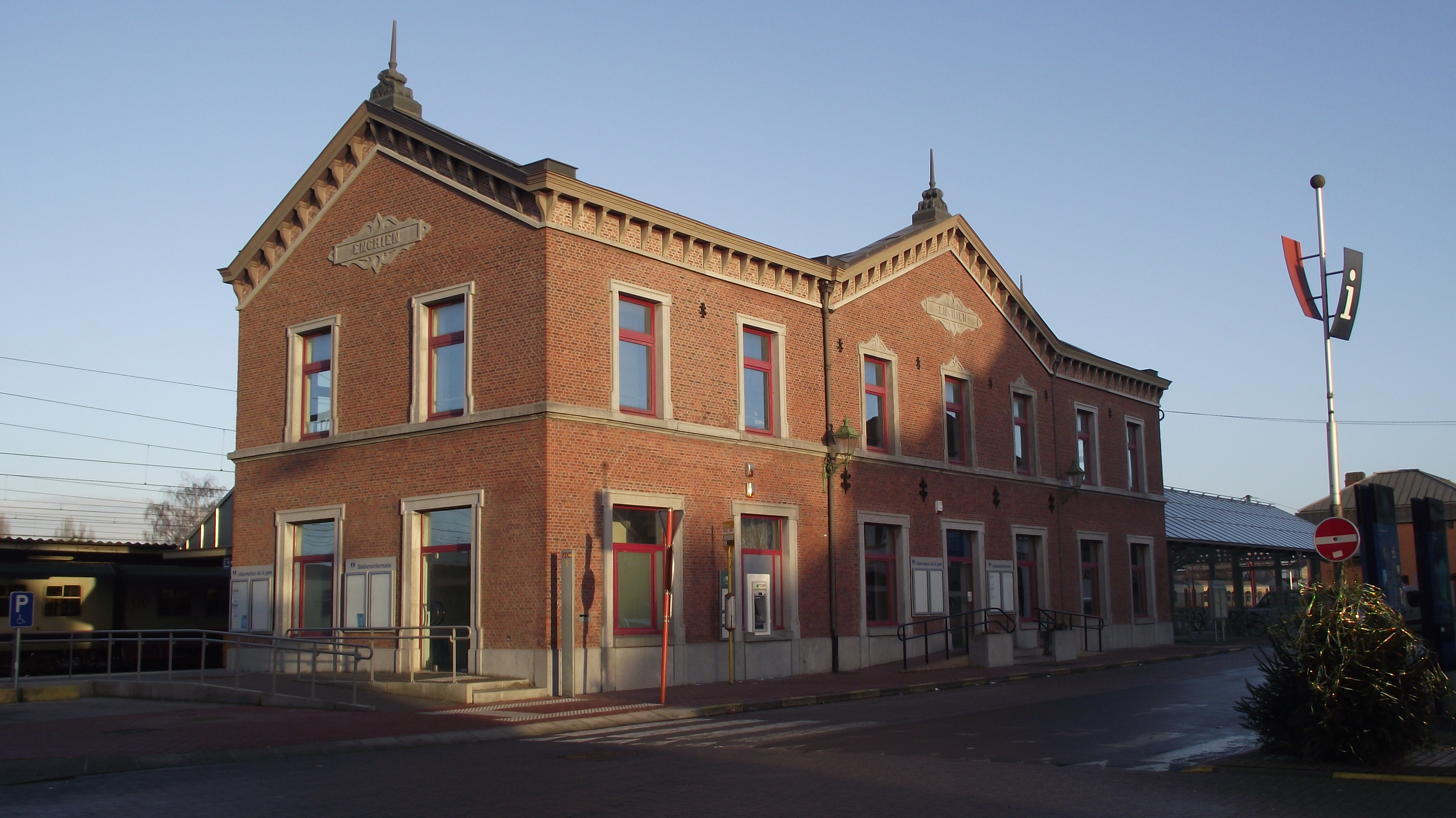
Enghien.

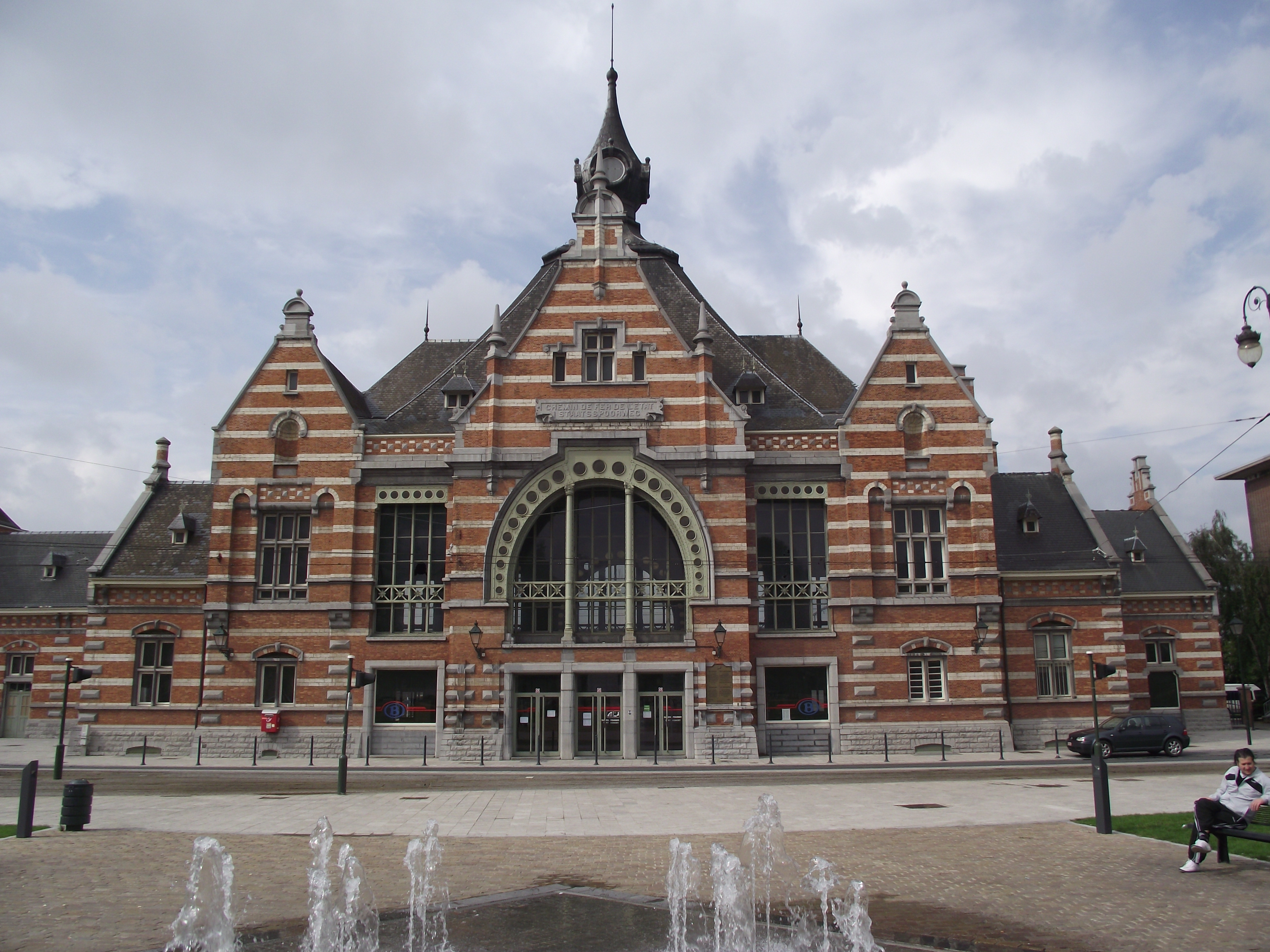
Schaerbeek.

La desserte de la ligne S6 comporte les gares suivantes :
- Zottegem
- Hillegem
- Herzele
- Terhagen
- Burst
- Ede
- Haaltert
- Welle
- Denderleeuw
- Iddergem
- Okegem
- Ninove
- Eichem
- Appelterre
- Zandbergen
- Idegem
- Schendelbeke
- Grammont
- Viane-Moerbeke
- Gammerages
- Tollembeek
- Herne
- Enghien
- Hal
- Bruxelles-Midi
- Bruxelles-Central
- Bruxelles-Nord
- Schaerbeek

## Exploitation
Tous les trains réguliers de la ligne S6 sont composés d’automotrices Siemens Desiro ML série AM 08 de la SNCB. La plupart des trains sont composés de deux automotrices (soit six voitures) ou trois automotrices (neuf voitures), plus rarement une seule (trois voitures).
Les trains supplémentaires sont assurés soit avec des Desiro, des AM 86, des automotrices classiques ou des voitures M4 remorquées par une locomotive série 21.
Il existe quelques trains supplémentaires, destinés à renforcer le nombre des trains sur les lignes 90 ou 123 en heure de pointe.
- un train Grammont - Schaerbeek (le matin)
- un train Grammont - Bruxelles-Midi (le matin) qui continue ensuite comme train S8 vers Ottignies
- trois trains Denderleeuw - Grammont (le matin)
- un train Grammont - Denderleeuw (le matin) et trois autres l’après-midi.

## 15 décembre 2024
À partir du 15 décembre 2024 les trains S6 ne rouleront plus qu'entre Grammont et Zottegem.